# Breitenbruch (Wuppertal)
Breitenbruch ist eine Ortschaft in der bergischen Großstadt Wuppertal.

## Lage und Beschreibung
Breitenbruch liegt im Süden des Wohnquartiers Cronenberg-Mitte im Stadtbezirk Cronenberg auf einer Höhe von 150 m ü. NHN im Morsbachtal an der durch den Fluss gebildeten Stadtgrenze zu Remscheid. Nachbarorte sind Bruscheid und Haster Aue (zu Remscheid).
Im Tal verläuft die Landesstraße 216, die hier den Namen Morsbachtalstraße trägt. In Breitenbruch befindet sich neben mehreren unter Denkmalschutz gestellten Fachwerkhäusern der Häusergruppe Wüsten ein metallverarbeitender Betrieb, der Werkzeug- und Messerhersteller Fritz Ibach. Das Unternehmen geht auf die Hammerwerksbesitzerfamilie Ibach zurück, die bereits seit Mitte des 19. Jahrhunderts im Besitz der historischen Hammerwerke im Ort war. Im Bereich der Hygienepapierschneidemesser ist die Firma mit 50 % Marktanteil Weltmarktführer.
Breitenbruch war Geburtsort der lokalen Mundartdichterin Else Schmidt (* 9. Oktober 1901; † 28. April 1984), die für ihre Verdienste um die Remscheider Mundart 1981 der Rheinlandtaler verliehen bekam.

## Etymologie und Geschichte
Die Ortsnamensendung -bruch ist eine Bezeichnung für ein sumpfiges Gelände, was auf die feuchte Aue des Morsbachs zurückzuführen ist.
Der Ort war seit 1598 Standort der Breitenbrucher Hämmer, historische Hammerwerke, die bis 1955 dort bestanden und im 17. Jahrhundert einem Mann namens Lutter Wüsten gehört haben. Im Jahr 1606 wurde der erste der Schleifkotten im Ort erstmals erwähnt. Neben diesen Kotten wurden um 1700 Fachwerkhäuser und eine Schmiede errichtet, die heute als Baudenkmale unter Schutz gestellt sind. 1993 wurde das letzte der Gebäude abgerissen. Diese waren im Besitz des Erben des Lutter Wüsten, daher der Name Wüsten für die Häusergruppe. Im ausgehenden 19. und dem 20. Jahrhundert waren unter der Besitzerfamilie Ibach in den Hämmern ein Presslufthammer und eine Wasserturbine in Betrieb. Die Wasserkraft entstammte dem zu einem Teich aufgestauten Hasterauer Obergraben, der in Hasteraue vom Morsbach an einer Staustufe abgeleitet wurde und noch Bestand hat. In den Obergraben ergießt sich zudem der Hasterauer Siepen, der im nördlich von Breitenbruch gelegenen Wald entspringt.
Der letzte Blausensenschmied des gesamten Bergischen Landes soll in Breitenbruch bis 1880 Blausensen geschmiedet und geschliffen haben.
Durch das Morsbachtal verlief parallel zu der Morsbachtalstraße die Ronsdorf-Müngstener Eisenbahn, die in erster Linie dem Transport der Rohstoffe bzw. Fertigwaren der Betriebe diente. Breitenbruch war von 1891 bis 1954 Haltepunkt an der Bahnstrecke.

## Naturschutz
Östlich der Ortschaft liegt eine Teilfläche des Naturschutzgebietes Morsbach und Rheinbach.

## Wanderwege
Neben anderen Wanderwegen führen der Röntgenweg, ein Verbindungsweg der Wuppertaler Naturfreundehäuser, der im Rahmen der Regionale 2006 eingerichtete Erlebnisweg Morsbach und der Wuppertaler Rundweg durch die Ortschaft.

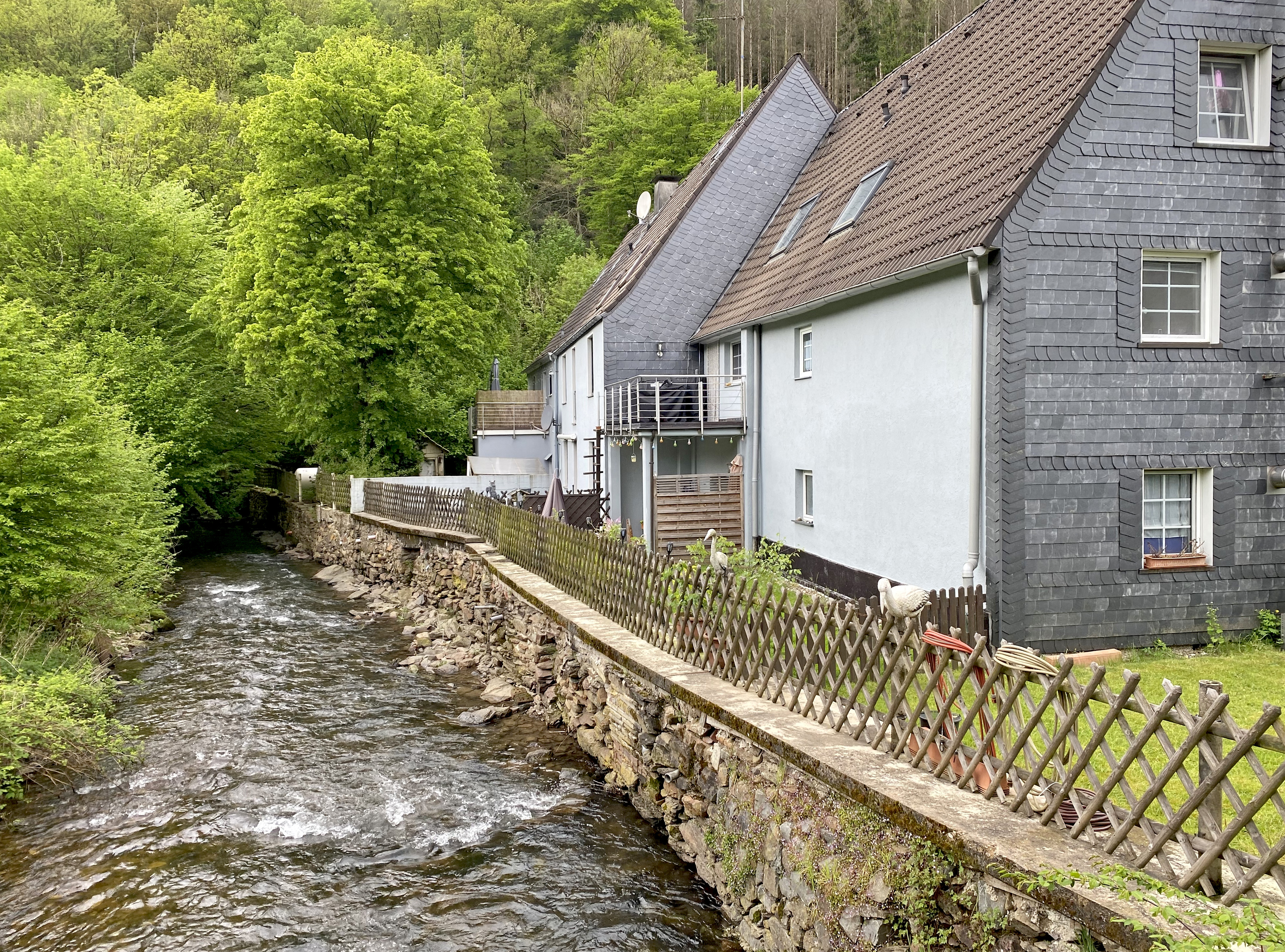
Breitenbruch 12, 13, 14 grenzen direkt an den Morsbach
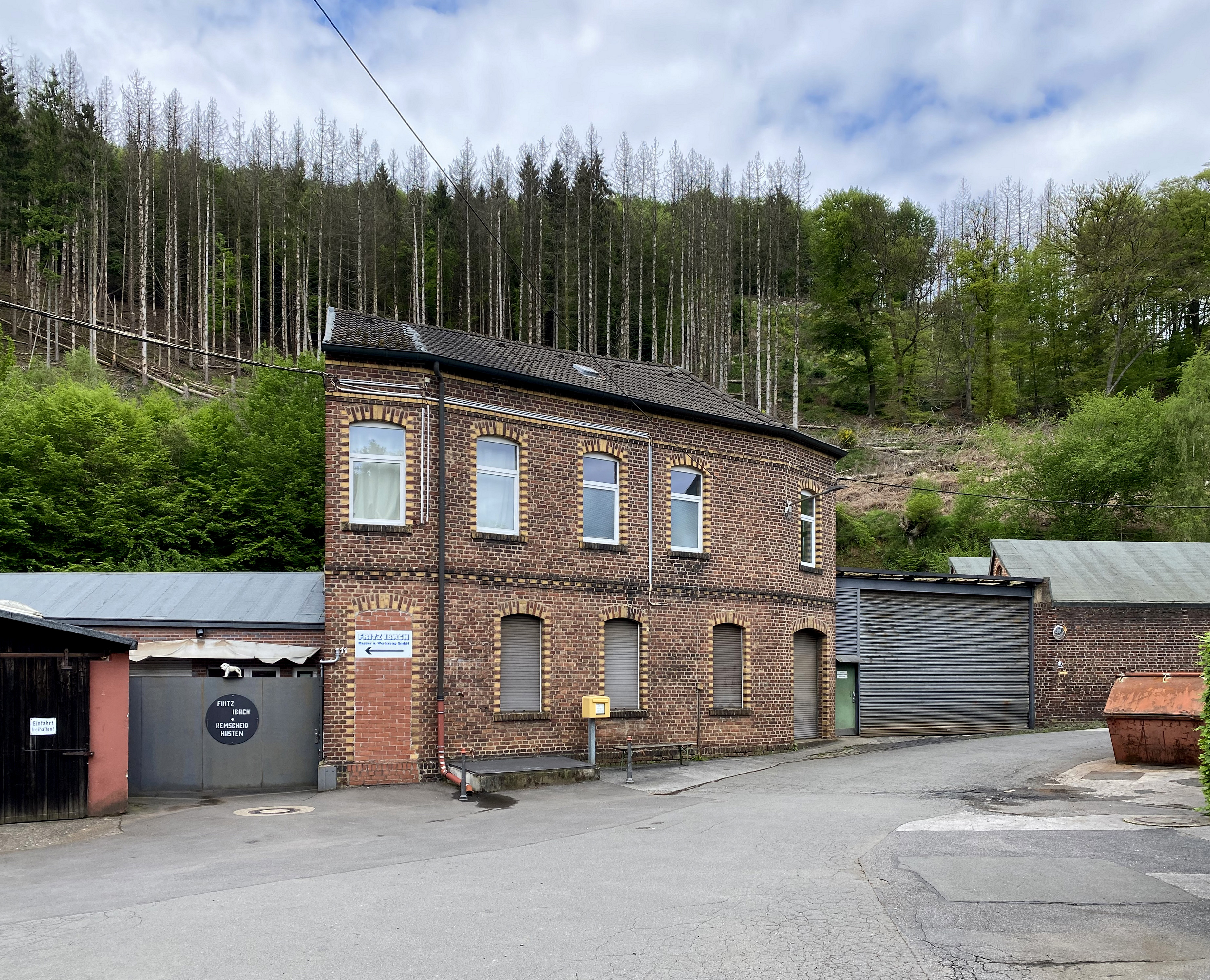
Messer- u. Werkzeugfabrik Fritz Ibach
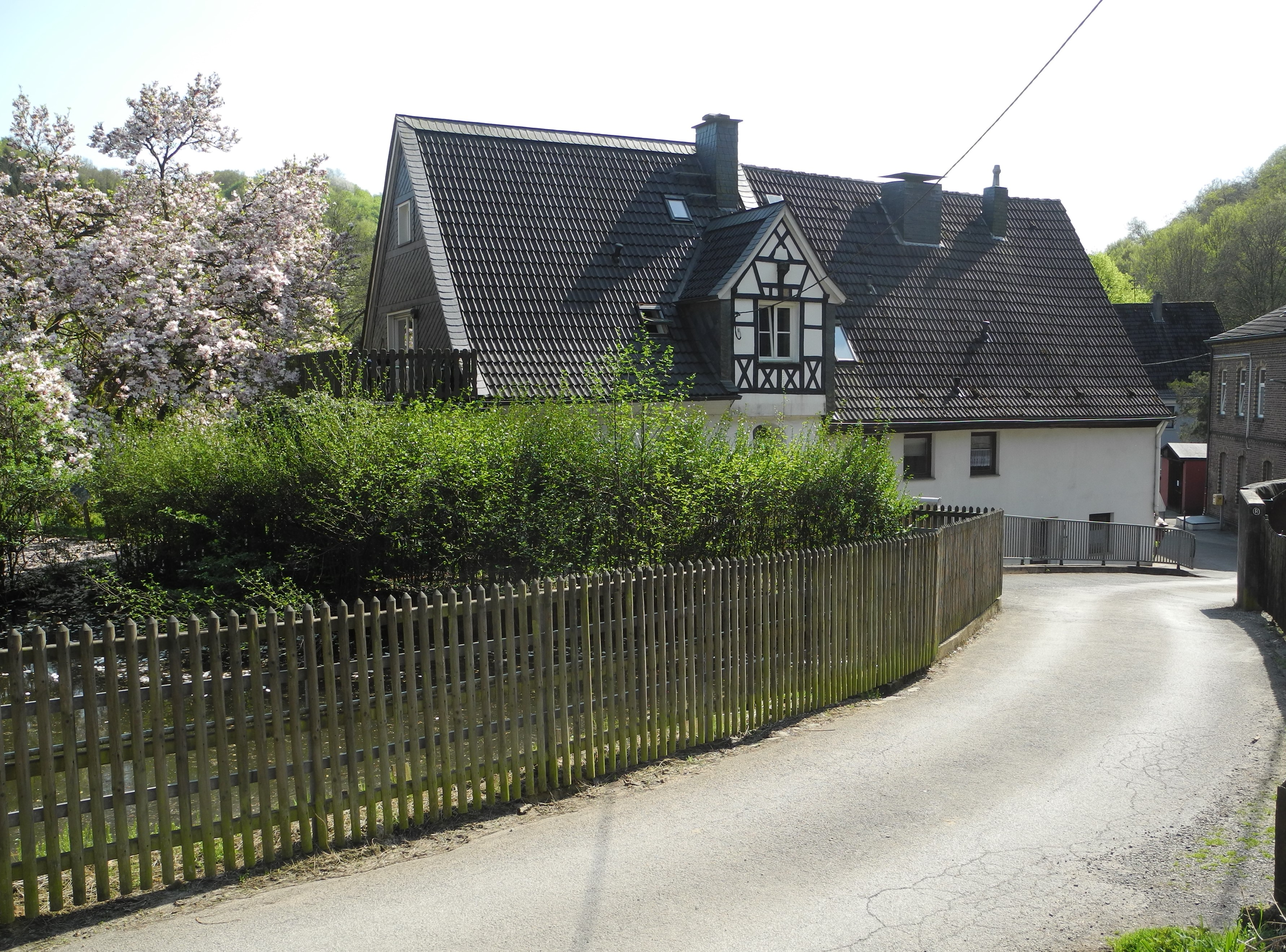
Breitenbruch 7/8 (Nr. 7: Baudenkmal)
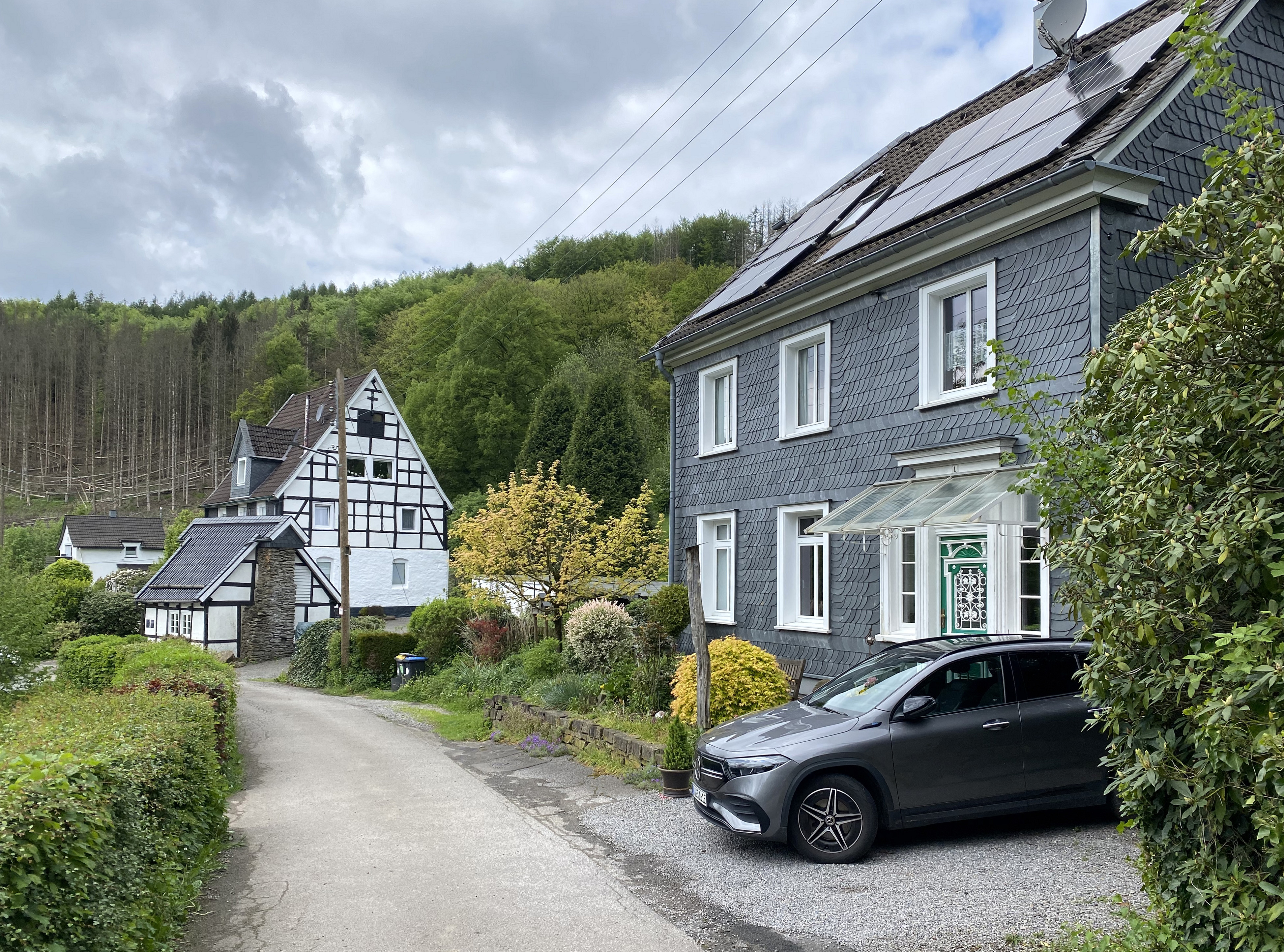
Breitenbruch 1 (rechts) hinten: Baudenkmäler 2/3 und Kleinschmiede
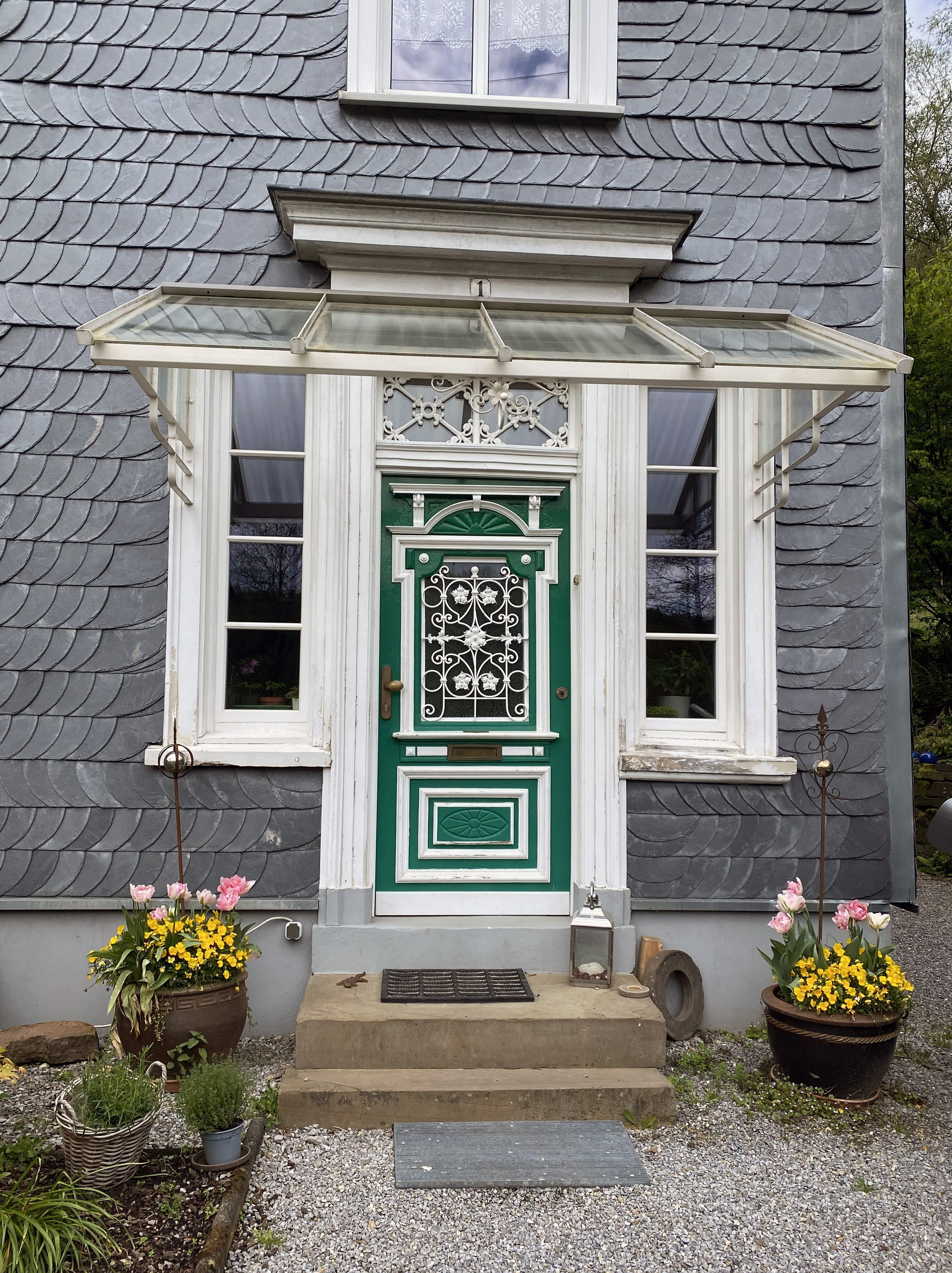
Haustür Breitenbruch 1
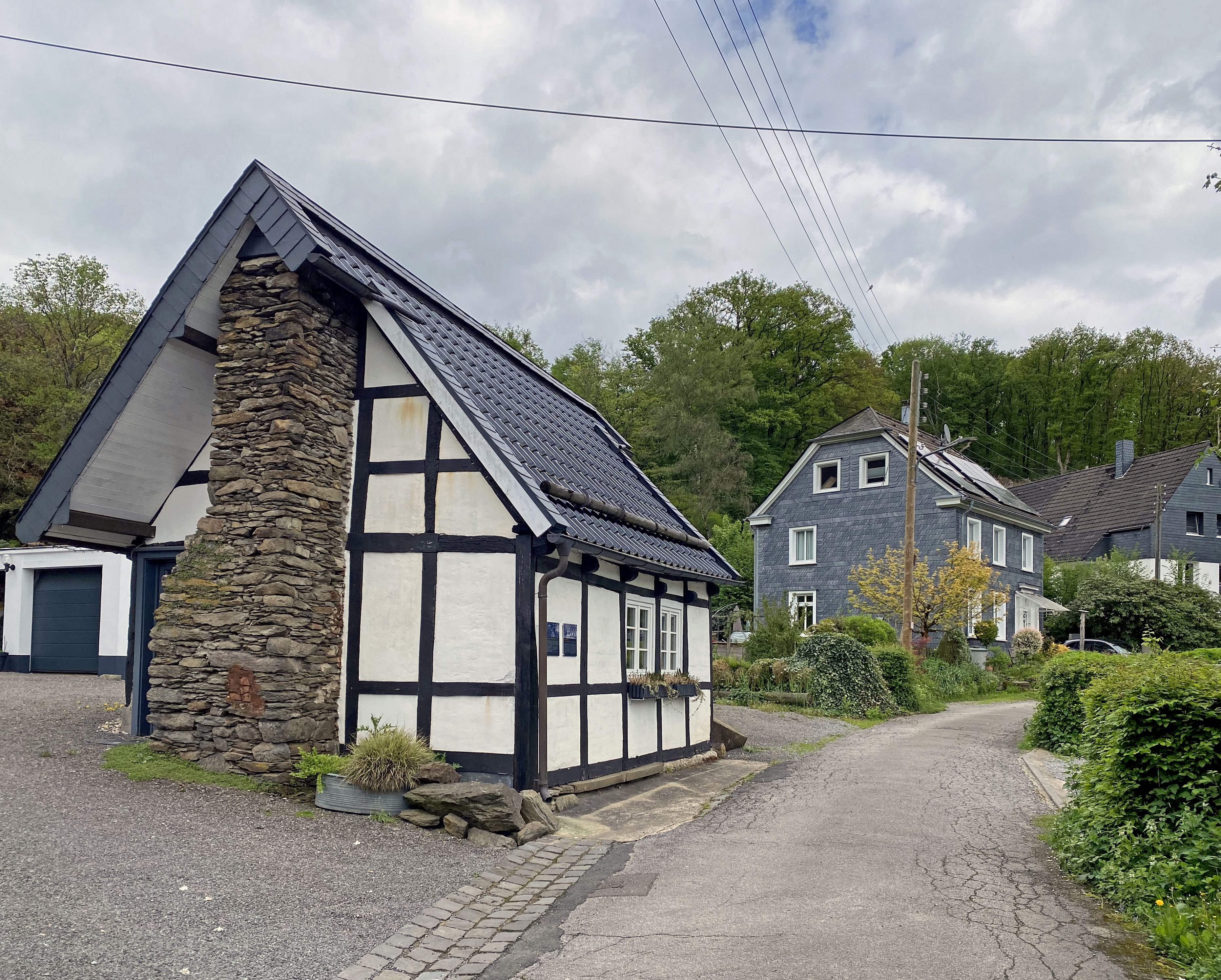
Baudenkmal Kleinschmiede in Breitenbruch
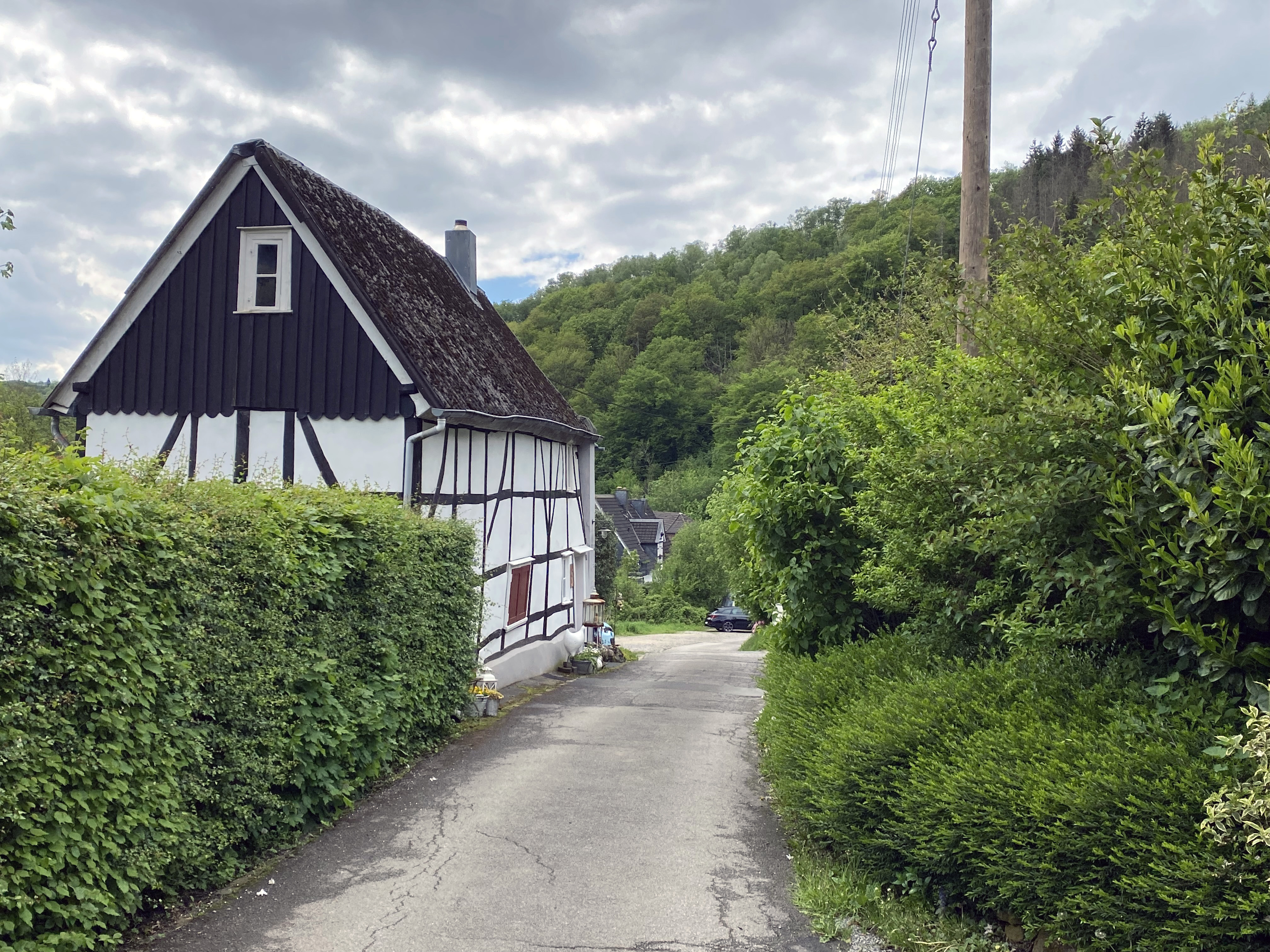
Baudenkmal Breitenbruch 5
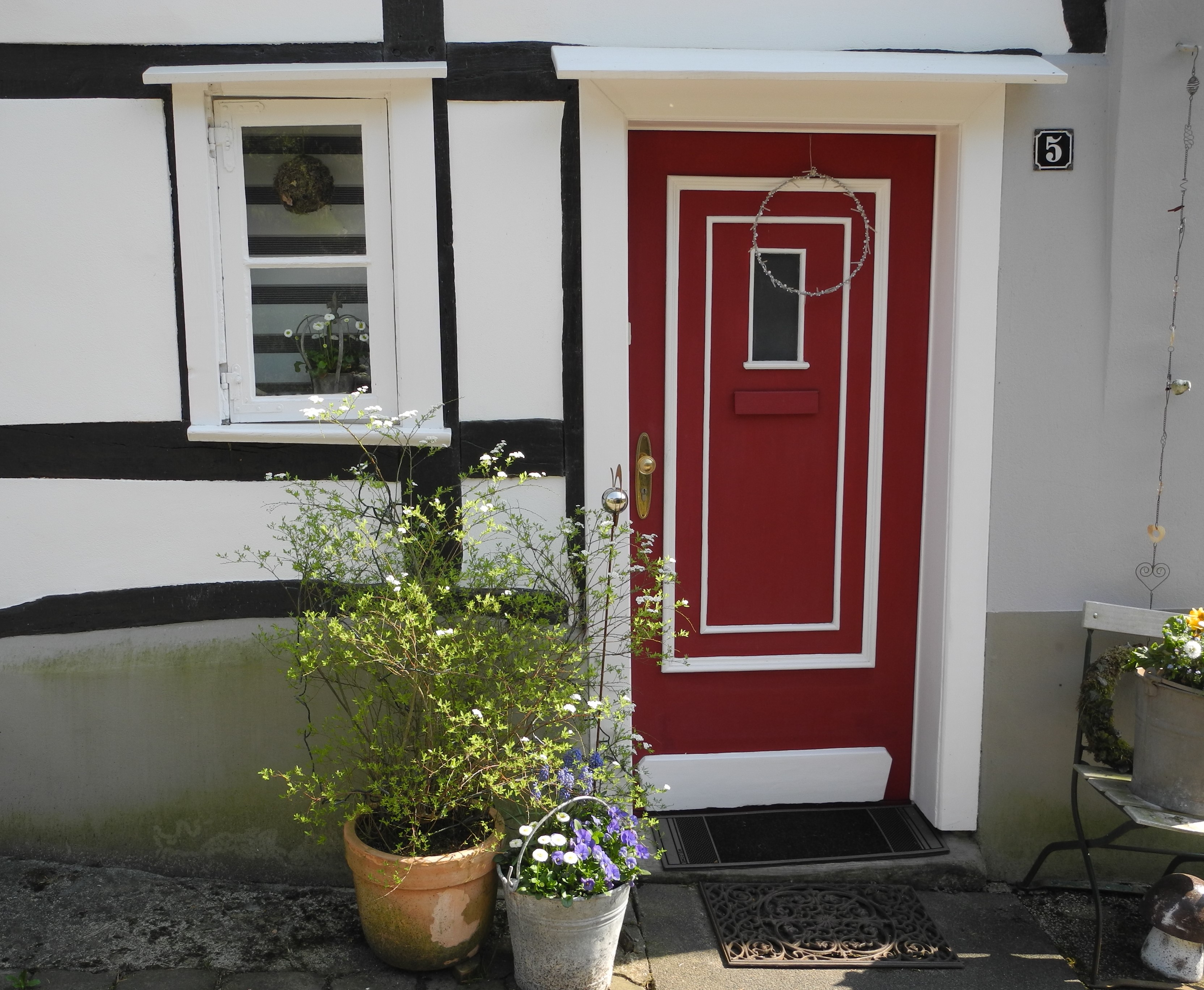
Eingang Breitenbruch 5
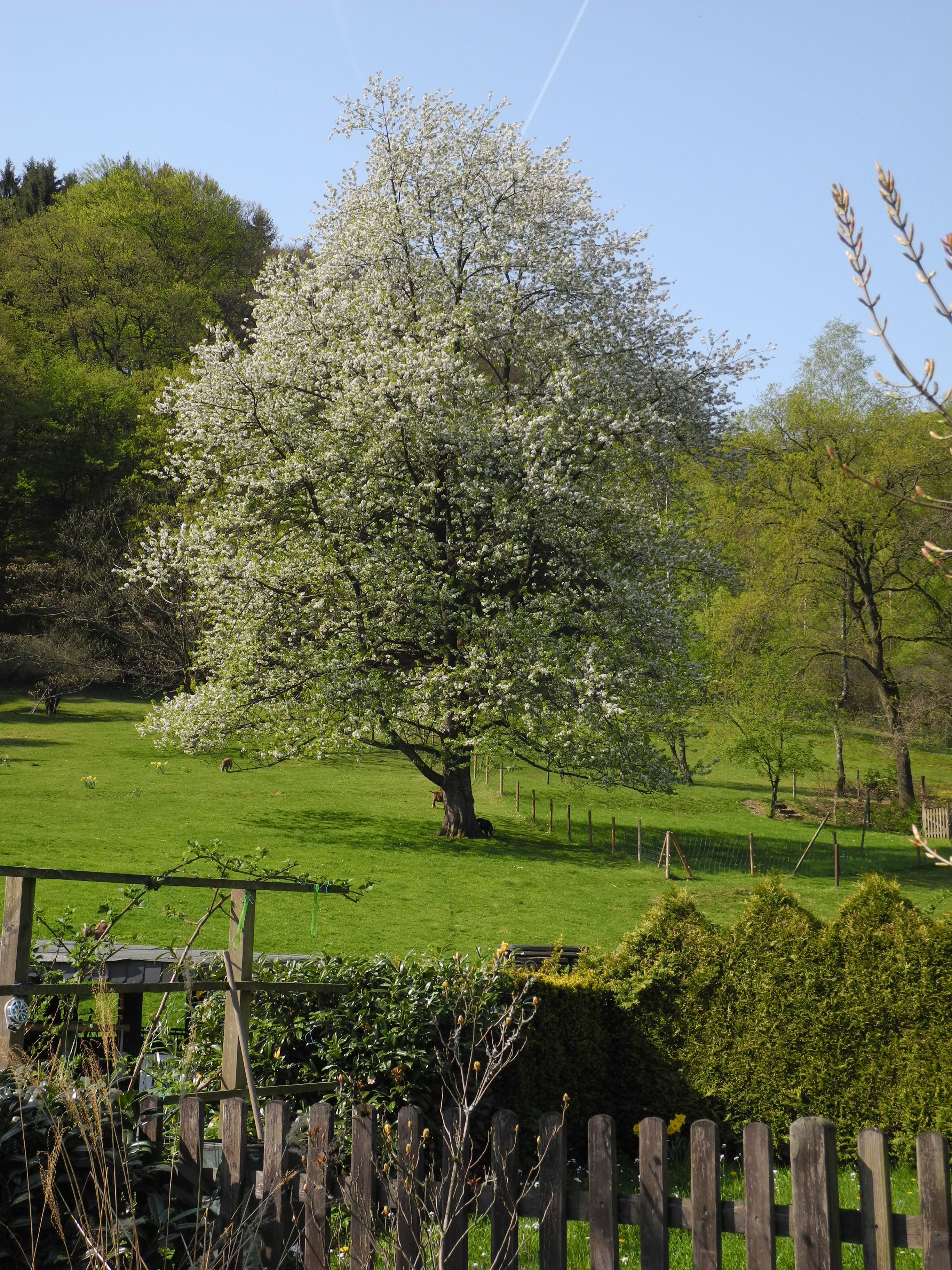
Blühender Obstbaum in Breitenbruch
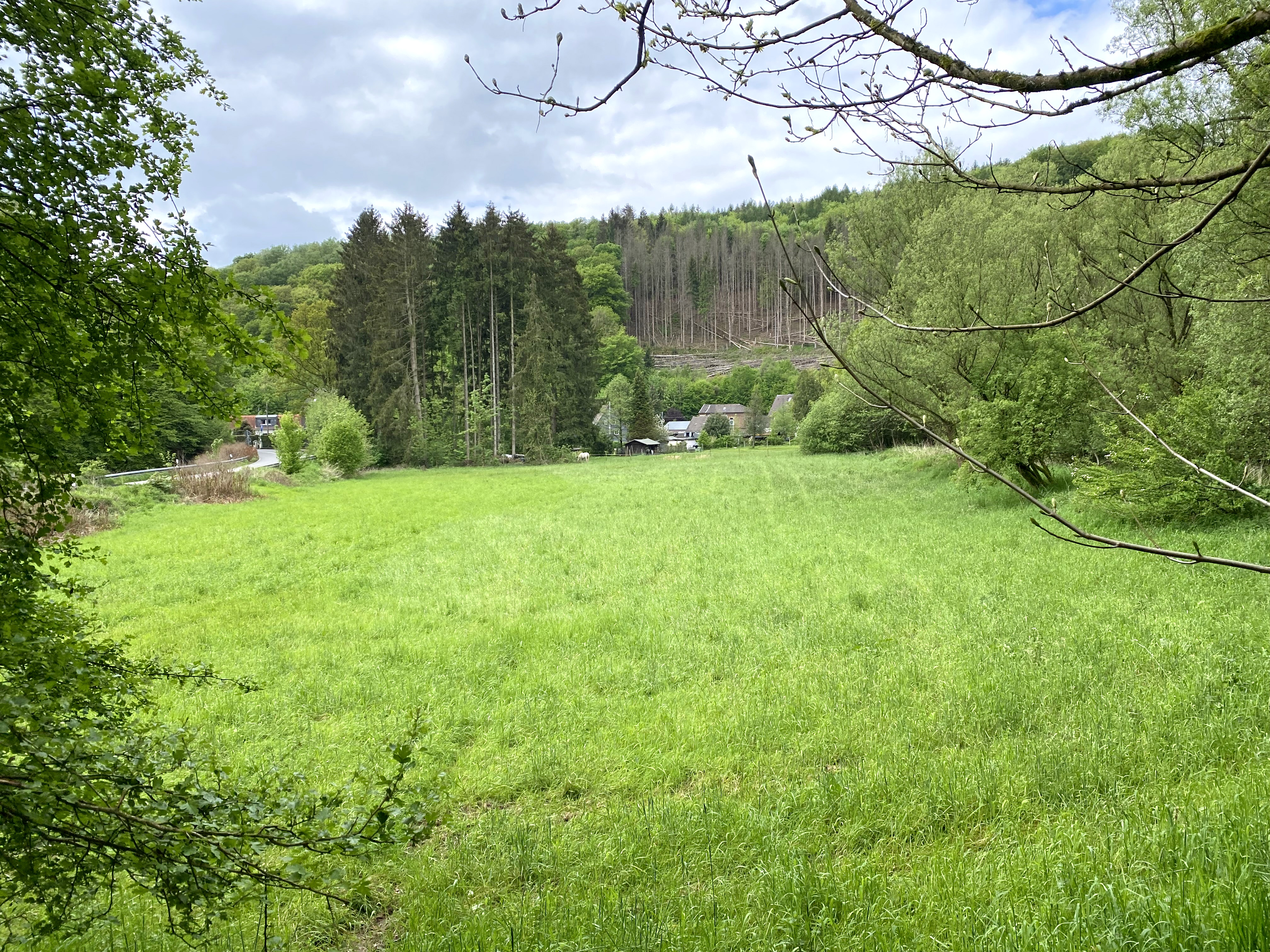
NSG Morsbach im Hintergrund: Breitenbruch links: Morsbachtalstraße
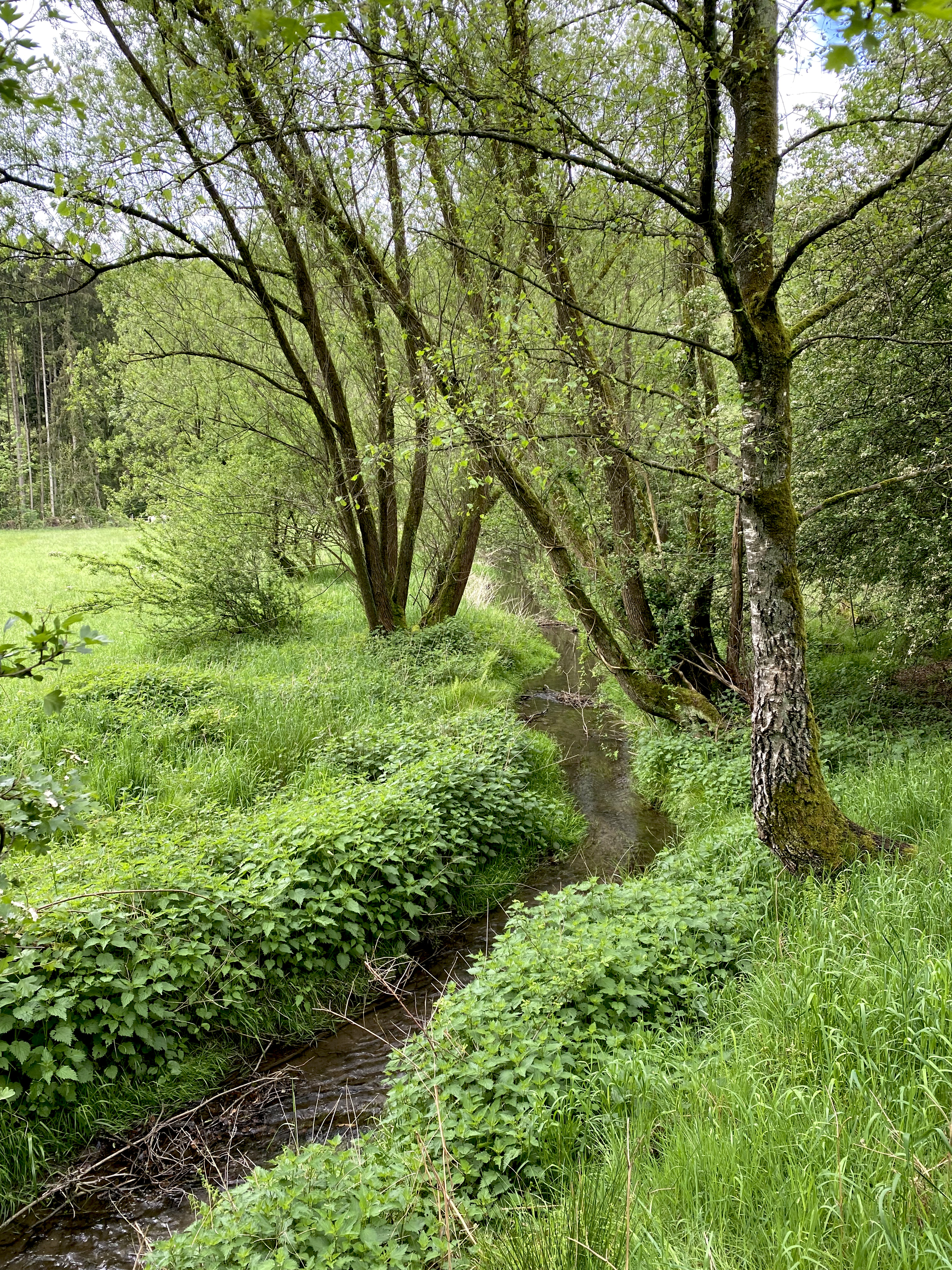
Hasterauer Obergraben fließt in Richtung Breitenbruch im NSG
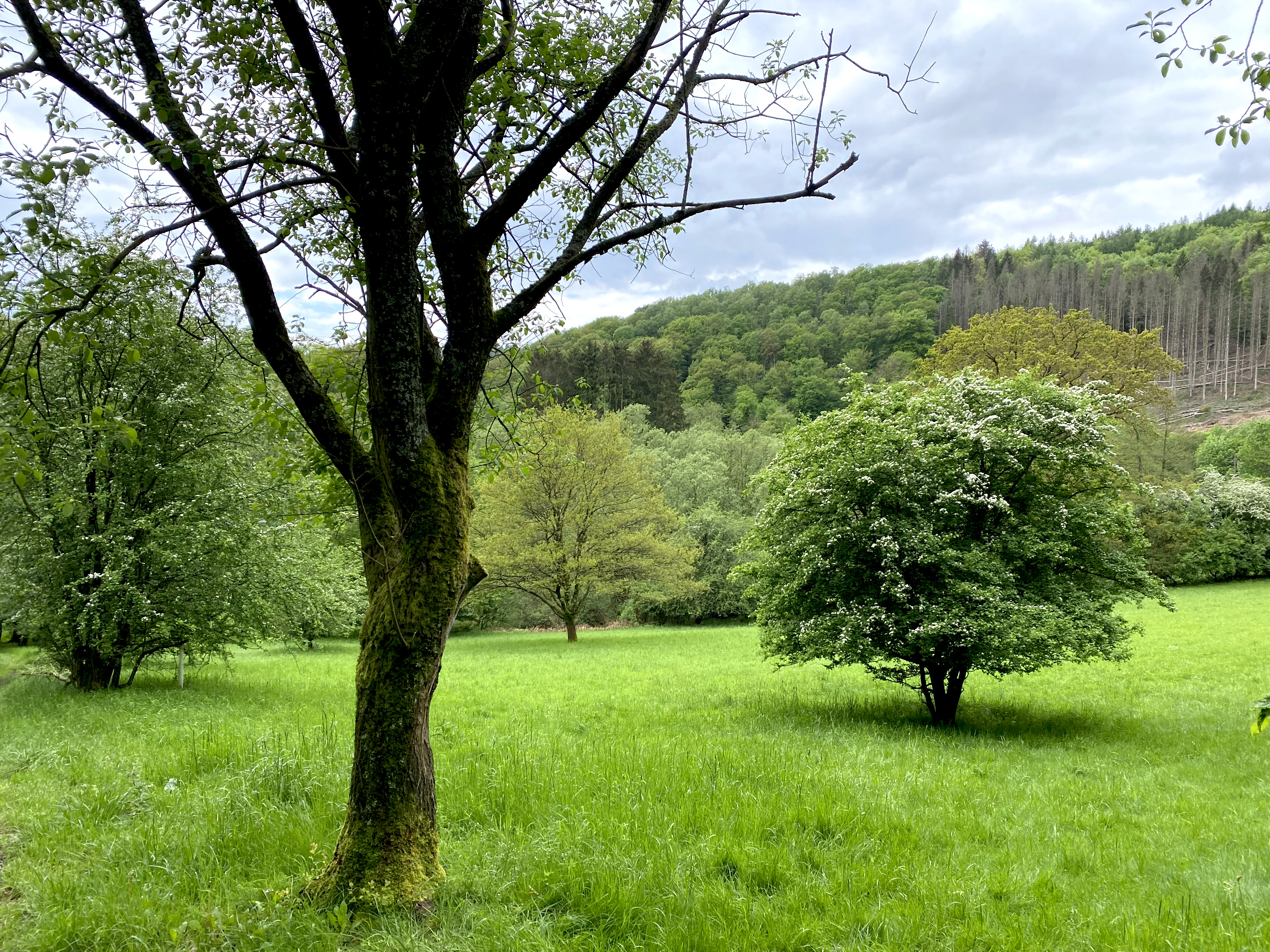
NSG Morsbach (Breitenbruch)